# Jakub Piątek
Jakub Piątek (ur. 1985 w Sieradzu) – polski reżyser i scenarzysta filmowy.

## Życiorys
Początkowo pracował jako dziennikarz i menadżer kultury. Następnie ukończył studia reżyserskie w Państwowej Wyższej Szkole Filmowej, Telewizyjnej i Teatralnej im. Leona Schillera w Łodzi. Od 2021 wykłada reżyserię filmu fabularnego w Łódzkiej Szkole Filmowej, a także film dokumentalny na sztukach społecznych Instytutu Kultury Polskiej Uniwersytetu Warszawskiego. W 2024 wyreżyserowany przez niego film „Pianoforte” zdobył nagrodę International Emmy Awards w kategorii „Arts Programming”.

## Filmografia
- „Matka” (2009) – scenariusz, reżyseria
- „One Man Show” (2014) – scenariusz, reżyseria
- „Users” (2018) – scenariusz, reżyseria
- „In Between” (2018) – reżyseria
- „Prime Time” (2021) – scenariusz, reżyseria
- „Pewnego razu na krajowej jedynce” (2022, odcinki: 3, 4, 5, 6) – reżyseria
- „Pianoforte” (2023) – reżyseria
- „A jak Antkowiak” (2023) – reżyseria[2]

## Wyróżnienia indywidualne
- Polska Nagroda Filmowa (2024) w kategorii „film dokumentalny” za „Pianoforte”[2]